# Šnory

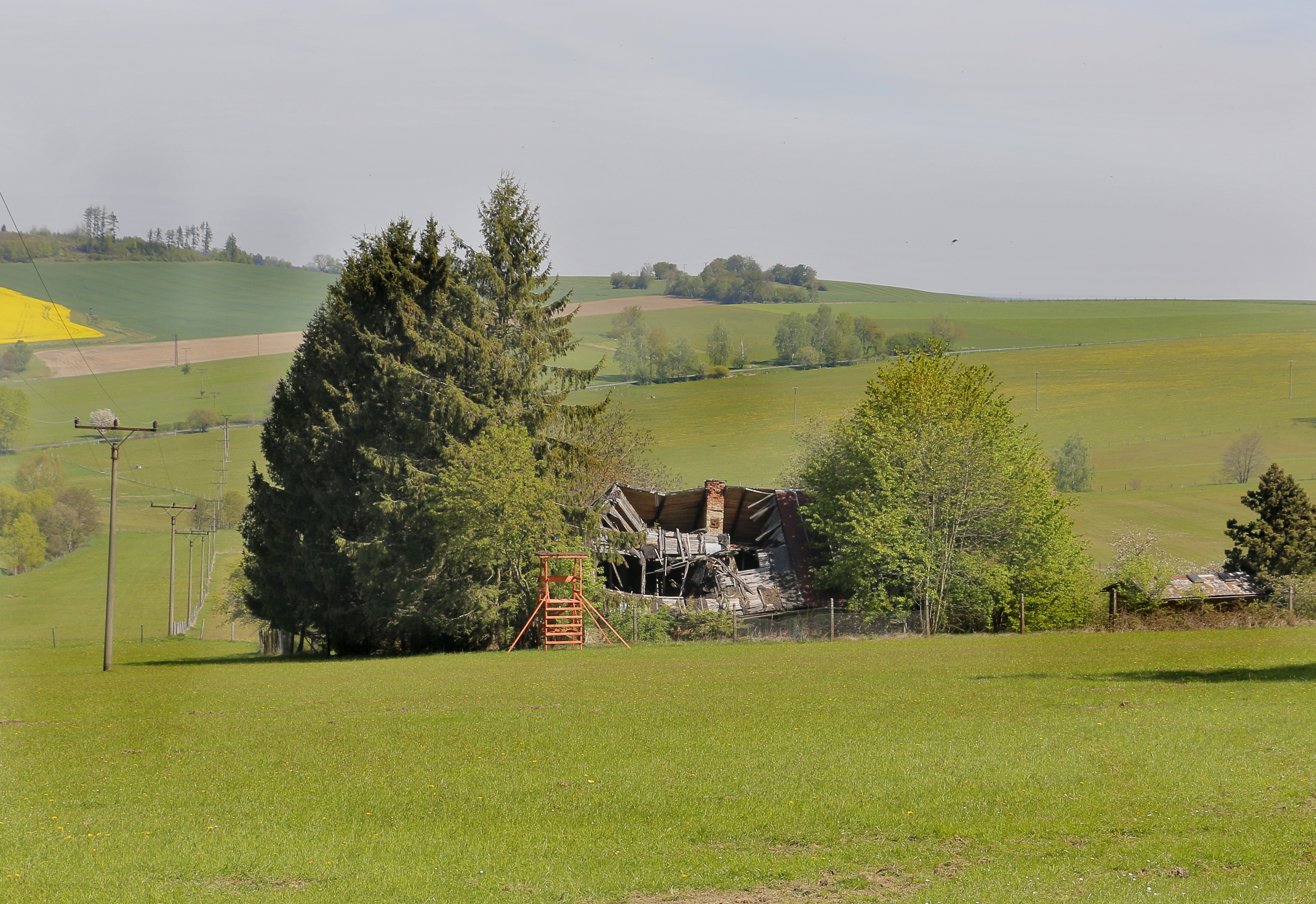

Šnory (deutsch Kohlstätten) ist eine Einschicht der Gemeinde Pelechy in Tschechien. Das erloschene Dorf liegt sieben Kilometer südwestlich von Domažlice und gehört zum Okres Domažlice.

## Geographie
Šnory befindet sich im Neumarker Bergland (Všerubská vrchovina). Der Ort liegt im Naturpark Český les über dem Quellgebiet der Zubřina. Südlich des Ortes entspringt der Spálenecký potok. Im Norden erhebt sich die Salka (600 m), nordöstlich die Šafranice (565 m), im Osten die Halovska (644 m), südöstlich die Zadní skála (579 m), im Südwesten der Spálený vrch (Brennteberg, 667 m) sowie westlich der Sedlácko (630 m) und der Čerchov (Schwarzkopf, 1042 m).
Nachbarorte sind Nová Pasečnice und Stará Pasečnice im Norden, Tlumačov und Pelechy im Nordosten, Filipova Hora im Osten, Kosteliště und Maxov im Südosten, Nový Spálenec im Süden, Spáleneček, Nová Kubice und Česká Kubice im Südwesten, Stará Huť im Westen sowie Babylon im Nordwesten.

## Geschichte
Die Köhlersiedlung Kohlstädt entstand im 18. Jahrhundert, als die Grafen von Stadion die zur Allodialherrschaft Kauth gehörigen Waldränder in der Českokubická vrchovina besiedeln ließen. 
Im Jahre 1837 bestand Kohlstätten bzw. Kohlstädt aus 20 Häusern mit 222 größtenteils deutschsprachigen Einwohnern. Pfarrort war Maxberg. Bis zur Mitte des 19. Jahrhunderts blieb Kohlstätten der Herrschaft Kauth untertänig.
Nach der Aufhebung der Patrimonialherrschaft bildete Kohlstätten/Šnory ab 1850 einen Ortsteil der Gemeinde Tlumačov im Gerichtsbezirk Taus. Im Jahre 1862 bestand das Dorf aus 20 Häusern, in denen 228 deutsche Katholiken lebten. 
Ab 1868 gehörte das Dorf zum Bezirk Taus. 1869 lebten in den 21 Häusern des Ortes 152 Personen. Im Jahre 1890 hatte Kohlstätten 167 Einwohner, davon waren 166 Deutsche und ein Tscheche. Zehn Jahre später war Kohlstätten auf 22 Häuser angewachsen, hatte aber nur noch 148 Einwohner. 1930 lebten in den 23 Wohnhäusern von Kohlstätten 108 Personen. Nach dem Münchner Abkommen wurde Kohlstätten von Tlumačov abgetrennt und als Ortsteil von Neumark dem Deutschen Reich zugeschlagen. Zwischen 1939 und 1945 gehörte das Dorf zum Landkreis Markt Eisenstein. Nach dem Ende des Zweiten Weltkrieges kam Šnory wieder zur Tschechoslowakei zurück und wurde erneut Teil der Gemeinde Tlumačov. Die meisten der deutschen Bewohner wurden vertrieben. Der Ort wurde danach kaum noch besiedelt und die verlassenen Häuser wurden abgerissen. Im Jahre 1950 bestand Šnory nur noch aus einem Wohnhaus und hatte vier Einwohner. Im Jahre 1961 wurde Šnory zusammen mit Pelechy nach Stráž umgemeindet. Zu dieser Zeit lebten in Šnory acht Personen, bei den nachfolgenden Volkszählungen war der Ort unbewohnt. 
Nachdem Pelechy zum 24. November 1990 eine eigene Gemeinde bildete, wurde der unbewohnte Ortsteil Šnory zu einer Exklave zwischen den Gemeinden Pelechy, Česká Kubice und Pasečnice. Beim Zensus von 1991 und 2001 hatte Šnory keine Einwohner. Die Exklave Šnory wurde zu Beginn des Jahres 2012 der Gemeinde Pelechy zugeordnet und verlor zugleich den Status eines Ortsteils. Insgesamt besteht der Ort heute nur noch aus einem Anwesen.

## Ortsgliederung
Šnory ist Teil des Katastralbezirks Pelechy.